# 清水照夫
清水 照夫（しみず てるお、1946年4月2日 - ）は、日本の俳優、スーツアクター、殺陣師。千葉県出身。

## 出演作品

### 映画
東映配給作品
- 網走番外地シリーズ
  - 網走番外地 吹雪の斗争（1967年） - 手下[2]
  - 新網走番外地 流人岬の血斗（1969年） - 風間
  - 新網走番外地 吹雪の大脱走（1971年） - 囚人
  - 新網走番外地 嵐呼ぶダンプ仁義（1972年） - 堀田
- 現代やくざシリーズ
  - 現代やくざ 与太者仁義（1969年）
  - 現代やくざ 人斬り与太（1972年） - 滝川組子分
  - 人斬り与太 狂犬三兄弟（1972年） - 新政会組員
- 日本侠客伝 花と龍（1969年） - 子分[2]
- 組織暴力 兄弟盃（1969年） - 戸川組組員
- 不良番長 王手飛車（1970年） - 大内組子分
- 捨て身のならず者（1970年） - 手下
- やくざ刑事（1970年）
- 日本暴力団 組長くずれ（1970年） - 浜中組組員
- 新宿の与太者（1970年） - 川名の子分[2]
- 昭和残侠伝シリーズ
  - 昭和残侠伝 死んで貰います（1970年） - 子分[2]
  - 昭和残侠伝 吼えろ唐獅子（1971年） - 胴元・三州の子分[2]
  - 昭和残侠伝 破れ傘（1972年） - 念仏亀
- 暴力団再武装（1971年） - 津金組組員
- ギャング対ギャング 赤と黒のブルース（1972年） - 菊栄会黒瀬広
- 女囚さそりシリーズ
  - 女囚701号/さそり（1972年） - 看守
  - 女囚さそり けもの部屋（1973年） - 看守
  - 女囚さそり 701号怨み節（1973年） - 刑事
  - 新・女囚さそり 701号（1976年） - 看守
  - 新・女囚さそり 特殊房X（1977年） - 黒沼の配下
- 実録安藤組シリーズ
  - やくざと抗争（1972年）
  - やくざと抗争 実録安藤組（1973年）
  - 実録安藤組 襲撃篇（1973年） - 天野の護衛[2]
  - 安藤組外伝 人斬り舎弟（1974年） - 安藤組子分
  - 安藤昇のわが逃亡とSEXの記録（1976年）
- 銀蝶流れ者 牝猫博奕（1972年）
- ワル（1973年）
  - 非情学園ワル - 前原の子分
  - 非情学園ワル 教師狩り - 柔道部員
- 実録 私設銀座警察（1973年） - 銀座警察子分
- 前科おんな 殺し節（1973年） - 浜安仔分
- 海軍横須賀刑務所（1973年） - 新兵
- 暴力街（1974年）
- 色情トルコ日記（1974年） - 仔分
- 従軍慰安婦（1974年） - 伍長
- 直撃! 地獄拳（1974年） - 子分
- 女必殺拳（1974年） - 浜野
- 任侠花一輪（1974年） - 岩見
- 直撃地獄拳 大逆転（1974年）[2]
- 怪猫トルコ風呂（1975年） - 天野
- 少林寺拳法（1975年）
- 仁義の墓場（1975年） - 河田組組員
- ウルフガイ 燃えろ狼男（1975年） - 塚田組組員
- 大脱獄（1975年） - 法廷の警官
- 華麗なる追跡（1975年） - 西田
- 新幹線大爆破（1975年） - 救援車作業員
- けんか空手 極真拳（1975年）
- トラック野郎シリーズ
  - トラック野郎・御意見無用（1975年） - 運転手
  - トラック野郎・爆走一番星（1975年） - 関東無宿
  - トラック野郎・望郷一番星（1976年） - 釧路丸
  - トラック野郎・度胸一番星（1977年） - 四国
  - トラック野郎・男一匹桃次郎（1977年） - 有明無情
  - トラック野郎・突撃一番星（1978年） - 関東無宿
  - トラック野郎・一番星北へ帰る（1978年） - 竜飛無宿
  - トラック野郎・熱風5000キロ（1979年） - 笹岡
  - トラック野郎・故郷特急便（1979年） - 遠州灘
- 実録三億円事件 時効成立（1975年） - 競馬場の男
- 東京ディープスロート夫人（1975年） - 鉄道公安官
- 横浜暗黒街 マシンガンの竜（1976年） - 睦連合組員
- 子連れ殺人拳（1976年） - 西村の子分
- お祭り野郎 魚河岸の兄弟分（1976年） - 滝沢
- 河内のオッサンの唄（1976年）
  - 河内のオッサンの唄 - たい焼き屋[2]
  - 河内のオッサンの唄 よう来たのワレ - 大東興業組員
- 武闘拳 猛虎激殺!（1976年）
- 空手バカ一代（1977年）
- 多羅尾伴内（1978年） - 島谷
- 野性の証明（1978年） - 村本
- 悪魔が来りて笛を吹く（1979年） - 刑事
- 白昼の死角（1979年） - 刑事
- 暴力戦士（1979年） - 球殺団
- 動乱（1980年） - 古年兵
- 不良少年（1980年） - 宮城
- 二百三高地（1980年） - 原口浅太郎
- さらば、わが友 実録大物死刑囚たち（1980年） - 山森
- ダンプ渡り鳥（1981年） - ロープ
- 大日本帝国（1982年）
- 悪女かまきり（1983年） - 旦那
- 日本海大海戦 海ゆかば（1983年）
- 白蛇抄（1983年） - 本山道場の守夜当番
- 唐獅子株式会社（1983年） - 須磨組組員
- 天国の駅 HEAVEN STATION（1984年） - 警官[3]
- 玄海つれづれ節（1986年） - 合力

東映以外の配給作品
- 夜叉（1985年、東宝）
- ミンボーの女（1992年、東宝） - 大親分の子分
- 爆走トラッカー軍団（1994年、ケイエスエス）

### テレビドラマ

#### 日本テレビ
- ゴールドアイ（1970年）
  - 第11話「現金輸送車強奪」
  - 第14話「大細菌島」
  - 第25話「海底の火薬庫」
- 前略おふくろ様 第2シリーズ 第4話（1976年） - 若い男
- 大激闘マッドポリス'80（1980年）
  - 第1話「マフィアからの挑戦」
  - 第4話「切り札は黒いクイーン」
  - 第9話「殺人刑務所」
- 特命刑事 第8話「お父ちゃんのダイヤモンド」（1980年）
- 火曜サスペンス劇場
  - たそがれに標的を撃て（1982年）
  - 幻の犬（1982年）
  - 青い幸福（1983年）
- 兄弟拳バイクロッサー 第21話「おへそを取るぞ!」（1985年） - 雷様（カミナリオン）
- 木曜ゴールデンドラマ / 冬かもめ心中（1986年）
- 水曜グランドロマン / 交通刑務所の朝（1989年）

#### TBS
- キイハンター 第182話「秘密指令 あの墓を射て!」（1971年）
- アイフル大作戦
  - 第1話「特訓開始! 美女の殺し方」（1973年）
  - 第23話「純金のポンコツ自動車レース!」（1973年）
  - 第54話「仁義ある戦い」（1974年）
- ブラザー劇場 / 刑事くん 第2部（1973年）
  - 第1話「ぼくたちの春」
  - 第7話「お婆ちゃんの夢」
- バーディー大作戦（1974年）
  - 第13話「俺たちはダーディハリー3」
  - 第20話「アベックギャングコンテスト」
  - 第26話「燃えよ! ドラゴン日本上陸」
  - 第32話「メスがオスを殺す瞬間!」
- Gメン'75
  - 第7話「女子学生誘拐殺人事件」（1975年）[4]
  - 第8話「裸の町」（1975年）[4]
  - 第20話「背番号3長島対Gメン」（1975年）
  - 第34話「警視庁の中のスパイ」（1976年） - 銀嶺会組員
  - 第37話「チリ紙交換殺人事件」（1976年）
  - 第39話「ギャングに呼ばれた刑事」（1976年） - 天声会元幹部
  - 第40話「硫酸とビキニの女」（1976年）
  - 第44話「警視庁警視の妻の犯罪」（1976年）
  - 第46話「白バイ警官連続射殺事件」（1976年）
  - 第49話「土曜日21時のトリック」（1976年）
  - 第51話「刑事訴訟法47条 女子大生ジャック」（1976年）
  - 第52話「唇の中の拳銃」（1976年）
  - 第54話「密航船」（1976年）
  - 第55話「Gメンの首」（1976年）
  - 第57話「刑法第十一条 絞首刑・その後」（1976年） - 暴力団員
  - 第64話「逃亡刑事」（1976年） - 辻堂署刑事課刑事
  - 第69話「ヒキ逃げ白バイ警官」（1976年）
  - 第70話「ルンペン銀行襲撃事件」（1976年）
  - 第71話「刑事の女体受託収賄事件」（1976年） - 捜査員（相模県警中央署捜査課）
  - 第72話「恐怖のロープウェイ」（1976年） - ロープウェイ乗り場の警官
  - 第75話「刑事を捨てた刑事」（1976年） - 関東連合組員
  - 第91話「逃亡者」（1977年） - 千葉県警西浜署刑事
  - 第95話「殺人完了電話」（1977年） - 刑事
  - 第99話「安楽死」（1977年） - 検察庁の守衛
  - 第101話「切り裂きジャック連続殺人事件」（1977年） - 警視庁矢羽町署捜査課刑事
  - 第102話「思春期病棟」（1977年） - 消防隊員
  - 第110話「警視庁宮ノ森交番のトリック」（1977年） - 巡査
  - 第111話「Gメン対県警 女子大生殺し」（1977年） - ダンプカー運転手
  - 第113話「ガンを宣告された刑事」（1977年）
  - 第119話「アルコール漬けの小指」（1977年） - 関東連合会城和興業組員
  - 第128話「六万五千円の警察手帳」（1977年） - 京南商事（関東一誠会）組員
  - 第129話「警察犬と女刑事」（1977年） - 被害者
  - 第130話「一卵性双生児殺人事件」（1977年）[4]
  - 第131話「少女餓死」（1977年） - 宮坂署刑事
  - 第135話「死んだ人からの緊急電話」（1977年） - ラーメン屋
  - 第136話「X'マスイブ 21時のトリック」（1977年） - 連続ひったくり犯
  - 第143話「午前2時に拾った女」（1978年） - トラック運転手
  - 第144話「雪原に消えた13人の乗客」（1978年） - スノーモービルの警官
  - 第154話「女刑事 初めての体験」（1978年）[4]
  - 第164話「消えた乳母車の赤ちゃん」（1978年） - 吉田鉄工所工員
  - 第167話「交通違反者の復讐」（1978年）
  - 第168話「夏祭りの夜の惨劇」（1978年） - 暴力団員
  - 第178話「速水刑事を射つ男たち」（1978年）[4]
  - 第180話「トンネルに消えた女子高生」（1978年） - 捜査員
  - 第189話「危機一髪! お年玉爆弾カメラ」（1979年） - パトロールの警官
  - 第225話「少年野球チーム誘拐」（1979年）[4]
  - 第255話「女が掘った落とし穴」（1980年） - 機動隊指揮官
- 大鉄人17 第1話「謎の鋼鉄巨人」（1977年） - 記者
- Gメン'82　第8話「ジングルベルに踊る死体」（1982年）−浮浪者Ｃ（役名設定なし）　※クレジットなし
- 赤い秘密（1985年）
- 仮面ライダーBLACK RX 第35話「光太郎指名手配!!」（1989年） - 刑事

#### フジテレビ
- フラワーアクション009ノ1 第7話「フランシーヌへ愛をこめて」（1969年）
- 新宿警察 第4話「銀行ギャング・わが夢」（1975年）
- ゴールデンドラマシリーズ / 悪の紋章（1979年）
  - 第3話
  - 第4話
- ザ・ヤジキタ 菊と葵と猫の目と（1982年）
- 吉田茂（1983年）
- 月曜ドラマランド
  - あ! Myみかん（1984年）
  - 包丁人味平（1986年）
- 金曜女のドラマスペシャル / 愛の終着駅 バラバラ殺人事件!（1984年）
- 女性作家サスペンス / 車影、死者の使い（1988年）
- 東映不思議コメディーシリーズ
  - じゃあまん探偵団 魔隣組 第14話「Uボートの狼男!」（1988年）
  - 不思議少女ナイルなトトメス 第7話「クレオパトラのアッシー君」（1991年）
- 花のあすか組!（1988年）

#### テレビ朝日
- ジャイアントロボ（1967年）
  - 第1話「大海獣ダコラー」（1967年） - 警官、漁師[2]
  - 第8話「両面怪獣ダブリオンの挑戦」（1967年） - ダブリオン[5]
  - 第13話「悪魔の眼ガンモンス」（1968年） - アラー国鉱夫[2]
  - 第17話「赤富士ダムを破壊せよ」（1968年） - 村人[2]
- 非情のライセンス
  - 第1シリーズ
    - 第38話「兇悪の虚栄」（1973年） - 男
    - 第49話「兇悪のレンズ」（1974年） - 東の子分

  - 第2シリーズ
    - 第23話「兇悪の夜の蝶」（1975年） - 男
    - 第26話「兇悪の友情」（1975年） - 男
    - 第58話「兇悪の雨に濡れて」（1975年） - 男
    - 第72話「兇悪の密告」（1976年） - 作業員
    - 第90話「兇悪の偽装工作」（1976年） - 黒背広
    - 第113、114話「男（前・後編）」（1977年） - 清和会の男

  - 第3シリーズ（1980年）
    - 第2話「兇悪の素顔・あなたと死にたい!」
    - 第14話「兇悪のマイホーム・連続身代り殺人」
    - 第23話「兇悪の囮・危険率80％の護衛」
- 幡随院長兵衛お待ちなせえ（1974年）
  - 第8話「帰って来た伊達男」
  - 第24話「哀しい女」
- 5年3組魔法組
  - 第4話「一生一代の大ピンチ」（1976年）
  - 第26話「ボク、ぼくは学校新聞の名編集長!」（1977年）
  - 第33話「ハテナ? ルリ子が見た魔女は?!」（1977年） - 警官
- 爆走!ドーベルマン刑事（1980年）
  - 第1話「黒バイ部隊出動す!」
  - 第4話「カッコマンVS黒バイ部隊」
  - 第14話「決死の追跡48時間」
- ドラマ・人間 第9話「大阪ニセ夜間金庫事件」（1981年）
- 文吾捕物帳 第4話「笑う死人たち」（1981年）
- 春の傑作推理劇場 / 夏樹静子の不安な階段（1982年）
- メタルヒーローシリーズ
  - 宇宙刑事ギャバン 第1話「東京地底の怪要塞」（1982年） - 作業員
  - 宇宙刑事シャリバン 第23話「コピー時代の恐怖 そっくり人間大集合」（1983年）
  - 宇宙刑事シャイダー 第2話「踊れペトペト!」（1984年） - 道化師
  - 特警ウインスペクター（1990年）
    - 第5話「襲う! 巨大怪鳥」 - 実業家
    - 第38話「選ばれた男」 - 特命刑事

  - 特救指令ソルブレイン 第9話「父と娘の赤い絆」（1991年）
  - 特捜エクシードラフト（1992年）
    - 第15話「前略金銀息子さま」 - 警官
    - 第46話「魔獣を飼う美少女」 - 白石の部下
- ニュードキュメンタリードラマ昭和 松本清張事件にせまる / 「東條英機暗殺の夏」（1984年）
- 土曜ワイド劇場
  - 西村京太郎トラベルミステリー
    - 第7作「特急“白鳥”十四時間」（1985年） - 新潟県警刑事
    - 第10作「雷鳥九号殺人事件」（1987年） - 福井県警刑事
    - 第17作「山陽・東海道殺人ルート」（1990年）
    - 第20作「裏切りの中央本線」（1991年） - 大木運送社員
- 特捜最前線
  - 第484話「鉢植の墓標・風俗ギャル殺人事件!」（1986年）
  - 第500話「退職刑事船村II・仏」（1987年）
- 大都会25時 第1話「ホテトル嬢が見た夢は」（1987年）
- はぐれ刑事純情派
  - 第1シリーズ 第1話「密告者は美人靴みがき」（1988年）
  - 第2シリーズ 第18話「殉職刑事の息子」（1989年）
- スーパー戦隊シリーズ
  - 五星戦隊ダイレンジャー 第26話「嫌な嫌な嫌な奴」（1993年） - 厳流寺
  - 忍者戦隊カクレンジャー 第50話「選!! 妖怪の宿」（1995年） - 支配人

#### 東京12チャンネル（テレビ東京）
- プレイガールシリーズ
  - プレイガール
    - 第2話「殺しからの大脱走」（1969年）
    - 第96話「男殺しやわ肌仁義」（1971年）
    - 第182話「たまき撃たる!!」（1972年）
    - 第191話「女の任侠」（1972年）
    - 第229話「海底全裸死美人」（1973年）
    - 第252話「銀嶺に燃える裸女」（1974年）

  - プレイガールQ
    - 第8話「「現代オカルト美女仕掛人」(1974年）
    - 第28話「仁義なき抗争」(1975年)
- スパイダーマン 第29話「急げGP-7 時間よ止まれ」（1978年） - 父親
- ザ・スーパーガール 第29話「全裸殺人 謎のマッサージ師」（1979年）
- 12時間超ワイドドラマ / 海にかける虹〜山本五十六と日本海軍（1983年）

### その他
- 結婚案内ミステリー（1985年、東映） - 技斗 ※伊達弘と共同
- 大都会25時（1987年、テレビ朝日） - 技斗
- はぐれ刑事純情派（テレビ朝日） - 技斗